# 변익규
변익규(1937년 12월 16일 ~ )는 대한민국의 정치인이다. 제35대 부산 서구청장을 역임했다.

## 경력
- 1998.05 한나라당 탈당

## 역대 선거 결과
|  | 40.12% |

|  | 33.34% |